# Copa Venezuela 2014
La Copa Venezuela 2014 (conocida por motivos de patrocinio como Copa Venezuela Movistar) fue la 41.ª edición del torneo de copa entre clubes de Venezuela, y en el cual participan clubes de la Primera División y Segunda División. El torneo es dirigido por la Federación Venezolana de Fútbol.
En esta competencia es obligatoria la alineación de jugadores nacidos en los años 94-95, y su sustitución será libre una vez comenzado el partido; entretanto, los jugadores de los años 96-97 solo podrán ser sustituidos por jugadores de su misma edad.
El ganador del torneo obtiene el primer cupo a la Copa Sudamericana 2015, de acuerdo con las bases de competencia establecidas por la Federación Venezolana de Fútbol; además de comenzar en la fase final (octavos de final); y la Clasificación a la Supercopa de Venezuela 2015.

## Equipos participantes
| Primera fase               | Primera fase               | Primera fase              | Primera fase                |
| -------------------------- | -------------------------- | ------------------------- | --------------------------- |
| Margarita FC (2°)          | Diamantes de Guayana (2°)  | Unión Lara SC (2°)        | Monagas SC (2°)             |
| Policía de Lara (2°)       | Atlético Socopó (2°)       | Lotería del Táchira (2°)  | Ureña SC (2°)               |
| Segunda fase               |                            |                           |                             |
| Aragua FC (1°)             | Atlético El Vigía (2°)     | Atlético Venezuela (1°)   | Carabobo FC (1°)            |
| Mineros de Guayana (1°)    | Deportivo La Guaira (1°)   | Deportivo Lara (1°)       | Deportivo Petare (1°)       |
| Deportivo Táchira (1°)     | Estudiantes de Mérida (1°) | Gran Valencia (2°)        | Estudiantes de Caracas (2°) |
| Llaneros de Guanare (1°)   | Metropolitanos FC (1°)     | Deportivo Anzoátegui (1°) | Universidad Central (2°)    |
| Arroceros de Calabozo (2°) | Portuguesa FC (1°)         | Angostura FC(2°)          | Trujillanos FC (1°)         |
| Tucanes de Amazonas (1°)   | Unión Atlético Falcón (2°) | Yaracuyanos FC (2°)       | Zulia FC (1°)               |
| Octavos de final           |                            |                           |                             |
| Caracas FC (1°)            | Caracas FC (1°)            | Zamora FC (1°)            | Zamora FC (1°)              |

## Distribución
|                               | Equipos que entran en esta fase |
| ----------------------------- | --- |
| Fase previa (8 equipos)       | - 8 equipos de Segunda División clasificados del Torneo de Promoción y Permanencia (que no sean equipos filiales). |
| Primera fase (28 equipos)     | - 16 equipos de Primera División, excepto el Campeón Nacional y el Campeón vigente de la Copa. - 8 equipos de Segunda División provenientes del Torneo de Ascenso, y que no sean equipos filiales. - 4 equipos de la fase previa, ganadores de sus respectivas llaves. |
| Octavos de final (16 equipos) | - El Caracas FC, accede a la tercera fase como defensor del título - El Zamora FC, accede a la tercera fase por ser el campeón nacional. - 14 equipos de la primera fase, ganadores de sus respectivas llaves.                                                         |

## Primera Fase
La fase previa se jugara a partidos de ida y vuelta, con la participación de ocho conjuntos de segunda división emparejados en cuatro llaves, de acuerdo a su proximidad geográfica. Los partidos de ida se jugarán el 6 de agosto y los partidos de vuelta el 13 de agosto.
| Equipo local        | Resultado | Equipo visitante     | Ida        | Vuelta     |
| ------------------- | --------- | -------------------- | ---------- | ---------- |
| Margarita FC        | (v) 4-4   | Diamantes de Guayana | 2-1        | 2-3        |
| Unión Lara          | 0-3       | Monagas SC           | 0-1        | 0-2        |
| Policía de Lara     | 5-3       | Atlético Socopó      | 2-2        | 3-1        |
| Lotería del Táchira | 0-3       | Ureña SC *           | Suspendido | Suspendido |

- Ureña SC pasa a la siguiente ronda, luego de que el equipo Lotería del Táchira desistiera de participar en la temporada.

## Segunda Fase
Se jugará a partidos de ida y vuelta, con la participación de veintiocho conjuntos emparejados en dos grupos de siete llaves, de acuerdo a su proximidad geográfica. Los partidos se jugarán entre el 20 de agosto y el 7 de septiembre, el partido de ida entre Atlético El Vigía y Trujillanos FC se jugó el 13 de agosto debido a los compromisos de Trujillanos en la Copa Sudamericana.

### Grupo Centro Oriental
| Equipo local           | Resultado | Equipo visitante     | Ida | Vuelta |
| ---------------------- | --------- | -------------------- | --- | ------ |
| Margarita FC           | (v)4-4    | Deportivo Anzoátegui | 2-1 | 2-3    |
| Estudiantes de Caracas | 1-5       | Atlético Venezuela   | 0-2 | 1-3    |
| Universidad Central    | 0-10      | Deportivo La Guaira  | 0-6 | 0-4    |
| Angostura FC           | 1-2       | Mineros de Guayana   | 0-1 | 1-1    |
| Metropolitanos FC      | 4-3       | Llaneros de Guanare  | 2-0 | 2-3    |
| Monagas SC             | 1-0       | Deportivo Petare     | 1-0 | 0-0    |
| Arroceros de Calabozo  | 2-0       | Tucanes de Amazonas  | 2-0 | 0-0    |

### Grupo Occidental
| Equipo local ida      | Resultado | Equipo visitante ida  | Ida | Vuelta |
| --------------------- | --------- | --------------------- | --- | ------ |
| Unión Atlético Falcón | 0-3       | Zulia FC              | 0-3 | 0-0    |
| Gran Valencia         | 1-5       | Aragua FC             | 0-1 | 1-4    |
| Portuguesa FC         | 0-2       | Estudiantes de Mérida | 0-0 | 0-2    |
| Atlético El Vigía     | 3-5       | Trujillanos FC        | 2-3 | 1-2    |
| Yaracuyanos FC        | 0-3       | Carabobo FC           | 0-1 | 0-2    |
| Policía de Lara       | (v)2-2    | Deportivo Lara        | 0-0 | 2-2    |
| Ureña SC              | 4-5       | Deportivo Táchira     | 3-2 | 1-3    |

- Por ser el campeón defensor y el campeón nacional, Caracas FC y Zamora FC clasifican automáticamente a la fase final.

## Fase final
La fase final consistirá en cuatro rondas eliminatorias a doble partido. El local en la ida se encuentra en la línea de abajo, el local en la vuelta está en la línea de arriba.
|  | Octavos de final                | Octavos de final                | Octavos de final                |                |   | Cuartos de final              | Cuartos de final              | Cuartos de final              |  |  | Semifinales                      | Semifinales                      | Semifinales                      |  |  | Final                            | Final                            | Final                            |
|  | 17 de septiembre y 8 de octubre | 17 de septiembre y 8 de octubre | 17 de septiembre y 8 de octubre |                |   | 12 de octubre y 22 de octubre | 12 de octubre y 22 de octubre | 12 de octubre y 22 de octubre |  |  | 5 de noviembre y 16 de noviembre | 5 de noviembre y 16 de noviembre | 5 de noviembre y 16 de noviembre |  |  | 26 de noviembre y 3 de diciembre | 26 de noviembre y 3 de diciembre | 26 de noviembre y 3 de diciembre |
|  |                                 |                                 |                                 |                |   |                               |                               |                               |  |  |                                  |                                  |                                  |  |  |                                  |                                  |                                  |
|  |                                 |                                 |                                 |                |   |                               |                               |                               |  |  |                                  |                                  |                                  |  |  |                                  |                                  |                                  |
|  |                                 |                                 |                                 |                |   |                               |                               |                               |  |  |                                  |                                  |                                  |  |  |                                  |                                  |                                  |
|  | Estudiantes de M.               | 0                               | 1                               |                |   |                               |                               |                               |  |  |                                  |                                  |                                  |  |  |                                  |                                  |                                  |
|  | Estudiantes de M.               | 0                               | 1                               |                |   |                               |                               |                               |  |  |                                  |                                  |                                  |  |  |                                  |                                  |                                  |
|  | Trujillanos                     | 2                               | 1                               |                |   |                               |                               |                               |  |  |                                  |                                  |                                  |  |  |                                  |                                  |                                  |
|  | Trujillanos                     | 2                               | 1                               | Trujillanos    | 4 | 4                             |                               |                               |  |  |                                  |                                  |                                  |  |  |                                  |                                  |                                  |
|  |                                 |                                 |                                 |                | 4 | 4                             |                               |                               |  |  |                                  |                                  |                                  |  |  |                                  |                                  |                                  |
|  |                                 | Zulia                           | 4                               | 0              |   |                               |                               |                               |  |  |                                  |                                  |                                  |  |  |                                  |                                  |                                  |
|  | Zulia                           | Zulia                           | 4                               | 0              | 1 | 1                             |                               |                               |  |  |                                  |                                  |                                  |  |  |                                  |                                  |                                  |
|  | Zulia                           |                                 |                                 |                | 1 | 1                             |                               |                               |  |  |                                  |                                  |                                  |  |  |                                  |                                  |                                  |
|  | Policía de Lara                 | 0                               | 1                               |                |   |                               |                               |                               |  |  |                                  |                                  |                                  |  |  |                                  |                                  |                                  |
|  | Policía de Lara                 | 0                               | 1                               | Trujillanos    | 0 | 1                             |                               |                               |  |  |                                  |                                  |                                  |  |  |                                  |                                  |                                  |
|  |                                 |                                 |                                 |                | 0 | 1                             |                               |                               |  |  |                                  |                                  |                                  |  |  |                                  |                                  |                                  |
|  |                                 | Carabobo                        | 0                               | 1              |   |                               |                               |                               |  |  |                                  |                                  |                                  |  |  |                                  |                                  |                                  |
|  | Carabobo                        | Carabobo                        | 0                               | 1              | 1 | 1                             |                               |                               |  |  |                                  |                                  |                                  |  |  |                                  |                                  |                                  |
|  | Carabobo                        |                                 |                                 |                | 1 | 1                             |                               |                               |  |  |                                  |                                  |                                  |  |  |                                  |                                  |                                  |
|  | Aragua                          | 0                               | 1                               |                |   |                               |                               |                               |  |  |                                  |                                  |                                  |  |  |                                  |                                  |                                  |
|  | Aragua                          | 0                               | 1                               | Carabobo       | 2 | 0                             |                               |                               |  |  |                                  |                                  |                                  |  |  |                                  |                                  |                                  |
|  |                                 |                                 |                                 |                | 2 | 0                             |                               |                               |  |  |                                  |                                  |                                  |  |  |                                  |                                  |                                  |
|  |                                 | Deportivo Táchira               | 0                               | 0              |   |                               |                               |                               |  |  |                                  |                                  |                                  |  |  |                                  |                                  |                                  |
|  | Zamora                          | Deportivo Táchira               | 0                               | 0              | 1 | 1                             |                               |                               |  |  |                                  |                                  |                                  |  |  |                                  |                                  |                                  |
|  | Zamora                          |                                 |                                 |                | 1 | 1                             |                               |                               |  |  |                                  |                                  |                                  |  |  |                                  |                                  |                                  |
|  | Deportivo Táchira               | 1                               | 2                               |                |   |                               |                               |                               |  |  |                                  |                                  |                                  |  |  |                                  |                                  |                                  |
|  | Deportivo Táchira               | 1                               | 2                               | Trujillanos    | 1 | 1 (3)                         |                               |                               |  |  |                                  |                                  |                                  |  |  |                                  |                                  |                                  |
|  |                                 |                                 |                                 |                | 1 | 1 (3)                         |                               |                               |  |  |                                  |                                  |                                  |  |  |                                  |                                  |                                  |
|  |                                 | Dep. La Guaira (p.)             | 1                               | 1 (4)          |   |                               |                               |                               |  |  |                                  |                                  |                                  |  |  |                                  |                                  |                                  |
|  | Atlético Venezuela              | Dep. La Guaira (p.)             | 1                               | 1 (4)          | 1 | 1                             |                               |                               |  |  |                                  |                                  |                                  |  |  |                                  |                                  |                                  |
|  | Atlético Venezuela              |                                 |                                 |                | 1 | 1                             |                               |                               |  |  |                                  |                                  |                                  |  |  |                                  |                                  |                                  |
|  | Metropolitanos                  | 0                               | 2                               |                |   |                               |                               |                               |  |  |                                  |                                  |                                  |  |  |                                  |                                  |                                  |
|  | Metropolitanos                  | 0                               | 2                               | Metropolitanos | 1 | 2                             |                               |                               |  |  |                                  |                                  |                                  |  |  |                                  |                                  |                                  |
|  |                                 |                                 |                                 |                | 1 | 2                             |                               |                               |  |  |                                  |                                  |                                  |  |  |                                  |                                  |                                  |
|  |                                 | Arroceros                       | 3                               | 1              |   |                               |                               |                               |  |  |                                  |                                  |                                  |  |  |                                  |                                  |                                  |
|  | Caracas                         | Arroceros                       | 3                               | 1              | 2 | 2                             |                               |                               |  |  |                                  |                                  |                                  |  |  |                                  |                                  |                                  |
|  | Caracas                         |                                 |                                 |                | 2 | 2                             |                               |                               |  |  |                                  |                                  |                                  |  |  |                                  |                                  |                                  |
|  | Arroceros                       | 2                               | 3                               |                |   |                               |                               |                               |  |  |                                  |                                  |                                  |  |  |                                  |                                  |                                  |
|  | Arroceros                       | 2                               | 3                               | Arroceros      | 1 | 0                             |                               |                               |  |  |                                  |                                  |                                  |  |  |                                  |                                  |                                  |
|  |                                 |                                 |                                 |                | 1 | 0                             |                               |                               |  |  |                                  |                                  |                                  |  |  |                                  |                                  |                                  |
|  |                                 | Dep. La Guaira                  | 2                               | 1              |   |                               |                               |                               |  |  |                                  |                                  |                                  |  |  |                                  |                                  |                                  |
|  | Dep. La Guaira                  | Dep. La Guaira                  | 2                               | 1              | 1 | 2                             |                               |                               |  |  |                                  |                                  |                                  |  |  |                                  |                                  |                                  |
|  | Dep. La Guaira                  |                                 |                                 |                | 1 | 2                             |                               |                               |  |  |                                  |                                  |                                  |  |  |                                  |                                  |                                  |
|  | Mineros de Guayana              | 2                               | 0                               |                |   |                               |                               |                               |  |  |                                  |                                  |                                  |  |  |                                  |                                  |                                  |
|  | Mineros de Guayana              | 2                               | 0                               | Dep. La Guaira | 4 | 3                             |                               |                               |  |  |                                  |                                  |                                  |  |  |                                  |                                  |                                  |
|  |                                 |                                 |                                 |                | 4 | 3                             |                               |                               |  |  |                                  |                                  |                                  |  |  |                                  |                                  |                                  |
|  |                                 | Monagas                         | 2                               | 0              |   |                               |                               |                               |  |  |                                  |                                  |                                  |  |  |                                  |                                  |                                  |
|  | Margarita                       | Monagas                         | 2                               | 0              | 1 | 0                             |                               |                               |  |  |                                  |                                  |                                  |  |  |                                  |                                  |                                  |
|  | Margarita                       |                                 |                                 |                | 1 | 0                             |                               |                               |  |  |                                  |                                  |                                  |  |  |                                  |                                  |                                  |
|  | Monagas                         | 1                               | 1                               |                |   |                               |                               |                               |  |  |                                  |                                  |                                  |  |  |                                  |                                  |                                  |

## Octavos de final
| 1 de octubre de 2014 | Arroceros de Calabozo                      | 2:2 (2:0) | Caracas FC                    | Estadio Alfredo Simonpietri, Calabozo                   |                                                         |
|                      | Jonathan Cabrera 27' · Darwin González 39' | Reporte   | Ángel Salas 68' A.G. 70' A.G. | Asistencia: 1.393 espectadores Árbitro(s): Ramón Ortega | Asistencia: 1.393 espectadores Árbitro(s): Ramón Ortega |

| 8 de octubre de 2014 | Caracas FC                           | 2:3 (2:0) | Arroceros de Calabozo                                     | Estadio Olímpico de la UCV, Caracas                       |                                                           |
|                      | Omar Perdomo 10' · Jhonder Cádiz 42' | Reporte   | José Salazar 75' · Ángel Salas 80' · Jonathan Cabrera 84' | Asistencia: 4.297 espectadores Árbitro(s): Alexis Herrera | Asistencia: 4.297 espectadores Árbitro(s): Alexis Herrera |

| 17 de septiembre de 2014 | Monagas SC       | 1:1 (0:1) | Margarita FC       | Estadio Monumental de Maturín, Maturín                 |                                                        |
|                          | Cernicchiaro 66' |           | Jhon Velásquez 22' | Asistencia: 1.569 espectadores Árbitro(s): JOSÉ RONDÓN | Asistencia: 1.569 espectadores Árbitro(s): JOSÉ RONDÓN |

| 1 de octubre de 2014 | Margarita FC | 0:1 (0:1) | Monagas SC           | Ciudad Deportiva (Nueva Esparta), Pampatar              |                                                         |
|                      |              |           | Anderson Arias 45+4' | Asistencia: 1.204 espectadores Árbitro(s): José Márquez | Asistencia: 1.204 espectadores Árbitro(s): José Márquez |

| 17 de septiembre de 2014 | Metropolitanos FC | 0:1 (0:0) | Atlético Venezuela | Estadio Brígido Iriarte, Caracas                   |                                                    |
|                          |                   |           | Juan Camilo 60'    | Asistencia: 357 espectadores Árbitro(s): JOAN LEAL | Asistencia: 357 espectadores Árbitro(s): JOAN LEAL |

| 1 de octubre de 2014 | Atlético Venezuela | 1:2 (1:0) | Metropolitanos FC | Estadio Brígido Iriarte, Caracas |  |

| 17 de septiembre de 2014 | Mineros de Guayana    | 2:1 (2:0) | Deportivo La Guaira  | CTE Cachamay, Puerto Ordaz                                |                                                           |
|                          | Edgar Jiménez 12' 38' |           | Armando Carrillo 52' | Asistencia: 2.606 espectadores Árbitro(s): JUAN C. CABEZA | Asistencia: 2.606 espectadores Árbitro(s): JUAN C. CABEZA |

| 1 de octubre de 2014 | Deportivo La Guaira    | 2:0 (0:0) | Mineros de Guayana | Estadio Olímpico de la UCV, Caracas                       |                                                           |
|                      | Luciano Ursino 74' 85' |           |                    | Asistencia: 325 espectadores Árbitro(s): Jesús Valenzuela | Asistencia: 325 espectadores Árbitro(s): Jesús Valenzuela |

| 17 de septiembre de 2014 | Deportivo Táchira     | 1:1 (0:1) | Zamora FC        | Polideportivo de Pueblo Nuevo, San Cristóbal           |                                                        |
|                          | Yohandry Orozco 90+1' |           | Javier López 25' | Asistencia: 5.196 espectadores Árbitro(s): JOSÉ ARGOTE | Asistencia: 5.196 espectadores Árbitro(s): JOSÉ ARGOTE |

| 1 de octubre de 2014 | Zamora FC       | 1:2 (0:1) | Deportivo Táchira             | Estadio Agustín Tovar, Barinas                            |                                                           |
|                      | Luis Vargas 50' |           | Ali Meza 38' · José Reyes 85' | Asistencia: 4.354 espectadores Árbitro(s): Adrián Cabello | Asistencia: 4.354 espectadores Árbitro(s): Adrián Cabello |

| 17 de septiembre de 2014 | Policía de Lara | 0:1 (0:0) | Zulia FC           | Estadio Farid Richa, Barquisimeto                     |                                                       |
|                          |                 |           | Johan Arrieche 65' | Asistencia: 300 espectadores Árbitro(s): RAMÓN ORTEGA | Asistencia: 300 espectadores Árbitro(s): RAMÓN ORTEGA |

| 1 de octubre de 2014 | Zulia FC             | 1:1 (0:0) | Policía de Lara       | Estadio José Encarnación Romero, Maracaibo              |                                                         |
|                      | Argenis González 63' |           | Walter Colmenares 82' | Asistencia: 223 espectadores Árbitro(s): Hildemaro Lira | Asistencia: 223 espectadores Árbitro(s): Hildemaro Lira |

| 17 de septiembre de 2014 | Carabobo FC        | 1:0 (0:0) | Aragua FC | Polideportivo Misael Delgado, Valencia                   |                                                          |
|                          | Aquiles Ocanto 74' |           |           | Asistencia: 4.085 espectadores Árbitro(s): ÁNGEL ARTEAGA | Asistencia: 4.085 espectadores Árbitro(s): ÁNGEL ARTEAGA |

| 1 de octubre de 2014 | Aragua FC      | 1:1 (0:0) | Carabobo FC        | Estadio Olímpico Hermanos Ghersi Páez, Maracay            |                                                           |
|                      | Jesús Lugo 57' |           | Jesús Quintero 51' | Asistencia: 2.145 espectadores Árbitro(s): José Luis Hoyo | Asistencia: 2.145 espectadores Árbitro(s): José Luis Hoyo |

| 17 de septiembre de 2014 | Trujillanos FC                        | 2:0 (0:0) | Estudiantes de Mérida | Estadio José Alberto Pérez, Mérida                      |                                                         |
|                          | Argenis Gómez 78' · James Cabezas 87' |           |                       | Asistencia: 640 espectadores Árbitro(s): ALEXIS HERRERA | Asistencia: 640 espectadores Árbitro(s): ALEXIS HERRERA |

| 1 de octubre de 2014 | Estudiantes de Mérida | 1:1 (0:0) | Trujillanos FC     | Estadio Metropolitano de Mérida, Valera                                  |                                                                          |
|                      | Silvio Briceño 78'    |           | Fredys Arrieta 87' | Asistencia: A Puerta Cerrada de espectadores Árbitro(s): Randy Torrealba | Asistencia: A Puerta Cerrada de espectadores Árbitro(s): Randy Torrealba |

## Cuartos de final
| 12 de octubre de 2014 | Arroceros de Calabozo                      | 3:1 (3:1) | Metropolitanos FC | Estadio Alfredo Simonpietri, Calabozo                   |                                                         |
|                       | Juan Vásquez 22' 32' · Darwin González 45' | Reporte   | César González 2' | Asistencia: 1.400 espectadores Árbitro(s): Mayker Gómez | Asistencia: 1.400 espectadores Árbitro(s): Mayker Gómez |

| 22 de octubre de 2014 | Metropolitanos FC                         | 2:1 (1:1) | Arroceros de Calabozo  | Estadio Brígido Iriarte, Caracas                        |                                                         |
|                       | Guillermo Fernández 22' · Jorge Rojas 86' | Reporte   | Harrison Contreras 40' | Asistencia: 319 espectadores Árbitro(s): José Luis Hoyo | Asistencia: 319 espectadores Árbitro(s): José Luis Hoyo |

| 12 de octubre de 2014 | Monagas SC                             | 2:4 (1:2) | Deportivo La Guaira                                             | Estadio Monumental de Maturín, Maturín                       |                                                              |
|                       | Carlos Aguilar 34' · Carlos Alemán 47' | Reporte   | Luciano Ursino 11' 76' · Javier García 28' · Néstor Canelón 87' | Asistencia: 4.221 espectadores Árbitro(s): Elvis Monasterios | Asistencia: 4.221 espectadores Árbitro(s): Elvis Monasterios |

| 22 de octubre de 2014 | Deportivo La Guaira                                         | 3:0 (3:0) | Monagas SC | Estadio Olímpico de la UCV, Caracas                     |                                                         |
|                       | Pablo Camacho 4' · Armando Carrillo 43' · Ely Valderrey 44' | Reporte   |            | Asistencia: 450 espectadores Árbitro(s): Alexis Herrera | Asistencia: 450 espectadores Árbitro(s): Alexis Herrera |

| 12 de octubre de 2014 | Zulia FC                                                          | 4:4 (2:3) | Trujillanos FC                                                 | Estadio José Encarnación Romero, Maracaibo                 |                                                            |
|                       | Joan Arriechi 28' 54' · Roberto C. Bolívar 35' · Herlyn Cuica 79' | Reporte   | Jarol Herrera 10' · Fredys Arrieta 33' 42' · Argenis Gómez 47' | Asistencia: 1.428 espectadores Árbitro(s): Yilber Bermúdez | Asistencia: 1.428 espectadores Árbitro(s): Yilber Bermúdez |

| 22 de octubre de 2014 | Trujillanos FC                                | 4:0 (1:0) | Zulia FC | Estadio José Alberto Pérez, Valera                          |                                                             |
|                       | James Cabeza 17' · Fredys Arrieta 49' 53' 85' | Reporte   |          | Asistencia: 1.700 espectadores Árbitro(s): Jesús Valenzuela | Asistencia: 1.700 espectadores Árbitro(s): Jesús Valenzuela |

| 12 de octubre de 2014 | Deportivo Táchira | 0:2 (0:0) | Carabobo FC              | Polideportivo de Pueblo Nuevo, San Cristóbal             |                                                          |
|                       |                   | Reporte   | Daniel Arismendi 51' 85' | Asistencia: 6965 espectadores Árbitro(s): José Luis Hoyo | Asistencia: 6965 espectadores Árbitro(s): José Luis Hoyo |

| 22 de octubre de 2014 | Carabobo FC | 0:0 (0:0) | Deportivo Táchira | Polideportivo Misael Delgado, Valencia                  |                                                         |
|                       |             | Reporte   |                   | Asistencia: 6.797 espectadores Árbitro(s): Ramón Ortega | Asistencia: 6.797 espectadores Árbitro(s): Ramón Ortega |

## Semifinal
| 5 de noviembre de 2014 | Arroceros de Calabozo   | 1:2 (0:1) | Deportivo La Guaira                        | Estadio Alfredo Simonpietri, Calabozo |                                |
|                        | Darwin González 55' (p) |           | Imanol Iriberri 45+1' · Luciano Ursino 49' | Asistencia: 1.875 espectadores        | Asistencia: 1.875 espectadores |

| 16 de noviembre de 2014 | Deportivo La Guaira | 1:0 (0:0) | Arroceros de Calabozo | Estadio Olímpico de la UCV, Caracas |                              |
|                         | Imanol Iriberri 78' |           |                       | Asistencia: 327 espectadores        | Asistencia: 327 espectadores |

| 5 de noviembre de 2014 | Trujillanos FC | 0:0 | Carabobo FC | Estadio José Alberto Pérez, Valera |  |
|                        |                |     |             | Asistencia: 6.920 espectadores     |  |

| 16 de noviembre de 2014 | Carabobo FC            | 1:1 (0:1) | Trujillanos FC    | Polideportivo Misael Delgado, Valencia |                                |
|                         | Aquiles Ocanto 62' (p) |           | Fredys Arrieta 7' | Asistencia: 7.032 espectadores         | Asistencia: 7.032 espectadores |

## Final
La final de la Copa Venezuela 2014 del fútbol nacional se jugó con el formato de ida y vuelta. Solo el partido de vuelta tuvo transmisión televisiva de DirecTV Sports.

### Ida
| 1     | Guardameta     | Renny Vega         |     |
|       | Defensa        | Edwar Bracho       | 82' |
| 2     | Defensa        | Antonio Boada      |     |
| 13    | Defensa        | Franklin Lucena    |     |
| 19    | Defensa        | Oscar González     |     |
|       | Centrocampista | Arquimedes Figuera |     |
|       | Centrocampista | Javier García      | 67' |
| 10    | Centrocampista | Luciano Ursino     |     |
|       | Delantero      | Framber Villegas   | 62' |
| 15    | Delantero      | Charlis Ortiz      |     |
| 9     | Delantero      | Imanol Iriberri    |     |
| D. T. | D. T.          | Leonardo González  |     |

| 12    | Guardameta     | Leandro Díaz         |     |
| 13    | Defensa        | Manuel Granados      |     |
| 23    | Defensa        | Luiryi Erazo         |     |
| 17    | Defensa        | Edixon Cuevas        |     |
| 14    | Defensa        | Mayker González      |     |
| 4     | Defensa        | Johan Osorio         |     |
| 19    | Centrocampista | Galileo del Castillo | 46' |
| 10    | Centrocampista | Jarol Herrera        |     |
| 7     | Centrocampista | Argenis Gómez        | 68' |
| 18    | Delantero      | Fredys Arrieta       | 76' |
| 11    | Delantero      | James Cabezas        |     |
| D. T. | D. T.          | Horacio Matuszyczk   |     |

| . | Delantero      | Armando Carrillo | 62' |
|   | Centrocampista | Enson Rodríguez  | 67' |
| 4 | Defensa        | Daniel Benítez   | 82' |

| 6  | Centrocampista | Raúl Vallona    | 46' |
| 15 | Centrocampista | Maurice Cova    | 68' |
| 8  | Centrocampista | Gerardo Mendoza | 76' |

| 81' | Oscar González | 1:1 |

| 41' | Fredys Arrieta (p) | 0:1 |

| 25' | Oscar González |

| 16' · 30' · 55' · 76' · 83' · 85' | Fredys Arrieta Galileo del Castillo Edixon Cuevas Maurice Cova Mayker González Gerardo Mendoza |

| Principal  | José Argote       |
| Asistentes | Tulio Moreno      |
|            | Rafael Yánez      |
| Cuarto     | Joel Leal         |
| Quinto     | Claudi Lombardini |

| 1     | Guardameta     | Renny Vega         |     |
|       | Defensa        | Edwar Bracho       | 82' |
| 2     | Defensa        | Antonio Boada      |     |
| 13    | Defensa        | Franklin Lucena    |     |
| 19    | Defensa        | Oscar González     |     |
|       | Centrocampista | Arquimedes Figuera |     |
|       | Centrocampista | Javier García      | 67' |
| 10    | Centrocampista | Luciano Ursino     |     |
|       | Delantero      | Framber Villegas   | 62' |
| 15    | Delantero      | Charlis Ortiz      |     |
| 9     | Delantero      | Imanol Iriberri    |     |
| D. T. | D. T.          | Leonardo González  |     |

| 12    | Guardameta     | Leandro Díaz         |     |
| 13    | Defensa        | Manuel Granados      |     |
| 23    | Defensa        | Luiryi Erazo         |     |
| 17    | Defensa        | Edixon Cuevas        |     |
| 14    | Defensa        | Mayker González      |     |
| 4     | Defensa        | Johan Osorio         |     |
| 19    | Centrocampista | Galileo del Castillo | 46' |
| 10    | Centrocampista | Jarol Herrera        |     |
| 7     | Centrocampista | Argenis Gómez        | 68' |
| 18    | Delantero      | Fredys Arrieta       | 76' |
| 11    | Delantero      | James Cabezas        |     |
| D. T. | D. T.          | Horacio Matuszyczk   |     |

| . | Delantero      | Armando Carrillo | 62' |
|   | Centrocampista | Enson Rodríguez  | 67' |
| 4 | Defensa        | Daniel Benítez   | 82' |

| 6  | Centrocampista | Raúl Vallona    | 46' |
| 15 | Centrocampista | Maurice Cova    | 68' |
| 8  | Centrocampista | Gerardo Mendoza | 76' |

| 81' | Oscar González | 1:1 |

| 41' | Fredys Arrieta (p) | 0:1 |

| 25' | Oscar González |

| 16' · 30' · 55' · 76' · 83' · 85' | Fredys Arrieta Galileo del Castillo Edixon Cuevas Maurice Cova Mayker González Gerardo Mendoza |

| Principal  | José Argote       |
| Asistentes | Tulio Moreno      |
|            | Rafael Yánez      |
| Cuarto     | Joel Leal         |
| Quinto     | Claudi Lombardini |

| 1     | Guardameta     | Renny Vega         |     |
|       | Defensa        | Edwar Bracho       | 82' |
| 2     | Defensa        | Antonio Boada      |     |
| 13    | Defensa        | Franklin Lucena    |     |
| 19    | Defensa        | Oscar González     |     |
|       | Centrocampista | Arquimedes Figuera |     |
|       | Centrocampista | Javier García      | 67' |
| 10    | Centrocampista | Luciano Ursino     |     |
|       | Delantero      | Framber Villegas   | 62' |
| 15    | Delantero      | Charlis Ortiz      |     |
| 9     | Delantero      | Imanol Iriberri    |     |
| D. T. | D. T.          | Leonardo González  |     |

| 12    | Guardameta     | Leandro Díaz         |     |
| 13    | Defensa        | Manuel Granados      |     |
| 23    | Defensa        | Luiryi Erazo         |     |
| 17    | Defensa        | Edixon Cuevas        |     |
| 14    | Defensa        | Mayker González      |     |
| 4     | Defensa        | Johan Osorio         |     |
| 19    | Centrocampista | Galileo del Castillo | 46' |
| 10    | Centrocampista | Jarol Herrera        |     |
| 7     | Centrocampista | Argenis Gómez        | 68' |
| 18    | Delantero      | Fredys Arrieta       | 76' |
| 11    | Delantero      | James Cabezas        |     |
| D. T. | D. T.          | Horacio Matuszyczk   |     |

| . | Delantero      | Armando Carrillo | 62' |
|   | Centrocampista | Enson Rodríguez  | 67' |
| 4 | Defensa        | Daniel Benítez   | 82' |

| 6  | Centrocampista | Raúl Vallona    | 46' |
| 15 | Centrocampista | Maurice Cova    | 68' |
| 8  | Centrocampista | Gerardo Mendoza | 76' |

| 81' | Oscar González | 1:1 |

| 41' | Fredys Arrieta (p) | 0:1 |

| 25' | Oscar González |

| 16' · 30' · 55' · 76' · 83' · 85' | Fredys Arrieta Galileo del Castillo Edixon Cuevas Maurice Cova Mayker González Gerardo Mendoza |

| Principal  | José Argote       |
| Asistentes | Tulio Moreno      |
|            | Rafael Yánez      |
| Cuarto     | Joel Leal         |
| Quinto     | Claudi Lombardini |

| 1     | Guardameta     | Renny Vega         |     |
|       | Defensa        | Edwar Bracho       | 82' |
| 2     | Defensa        | Antonio Boada      |     |
| 13    | Defensa        | Franklin Lucena    |     |
| 19    | Defensa        | Oscar González     |     |
|       | Centrocampista | Arquimedes Figuera |     |
|       | Centrocampista | Javier García      | 67' |
| 10    | Centrocampista | Luciano Ursino     |     |
|       | Delantero      | Framber Villegas   | 62' |
| 15    | Delantero      | Charlis Ortiz      |     |
| 9     | Delantero      | Imanol Iriberri    |     |
| D. T. | D. T.          | Leonardo González  |     |

| 12    | Guardameta     | Leandro Díaz         |     |
| 13    | Defensa        | Manuel Granados      |     |
| 23    | Defensa        | Luiryi Erazo         |     |
| 17    | Defensa        | Edixon Cuevas        |     |
| 14    | Defensa        | Mayker González      |     |
| 4     | Defensa        | Johan Osorio         |     |
| 19    | Centrocampista | Galileo del Castillo | 46' |
| 10    | Centrocampista | Jarol Herrera        |     |
| 7     | Centrocampista | Argenis Gómez        | 68' |
| 18    | Delantero      | Fredys Arrieta       | 76' |
| 11    | Delantero      | James Cabezas        |     |
| D. T. | D. T.          | Horacio Matuszyczk   |     |

| . | Delantero      | Armando Carrillo | 62' |
|   | Centrocampista | Enson Rodríguez  | 67' |
| 4 | Defensa        | Daniel Benítez   | 82' |

| 6  | Centrocampista | Raúl Vallona    | 46' |
| 15 | Centrocampista | Maurice Cova    | 68' |
| 8  | Centrocampista | Gerardo Mendoza | 76' |

| 81' | Oscar González | 1:1 |

| 41' | Fredys Arrieta (p) | 0:1 |

| 25' | Oscar González |

| 16' · 30' · 55' · 76' · 83' · 85' | Fredys Arrieta Galileo del Castillo Edixon Cuevas Maurice Cova Mayker González Gerardo Mendoza |

| Principal  | José Argote       |
| Asistentes | Tulio Moreno      |
|            | Rafael Yánez      |
| Cuarto     | Joel Leal         |
| Quinto     | Claudi Lombardini |

### Vuelta
| 12    | Guardameta     | Leandro Díaz       |     |
| 13    | Defensa        | Carlos Castro      |     |
| 23    | Defensa        | Luiryi Erazo       |     |
| 17    | Defensa        | Edixon Cuevas      |     |
|       | Defensa        | Manuel Granados    | 76' |
| 10    | Centrocampista | Jarol Herrera      | 68' |
| 6     | Centrocampista | Raúl Vallona       | 65' |
| 4     | Centrocampista | Johan Osorio       |     |
| 7     | Centrocampista | Argenis Gómez      |     |
| 11    | Delantero      | James Cabeza       |     |
| 18    | Delantero      | Fredys Arrieta     |     |
| D. T. | D. T.          | Horacio Matuszyczk |     |

| 1     | Guardameta     | Renny Vega         | 90+3' |
|       | Defensa        | Edwar Bracho       |       |
|       | Defensa        | Luis Morgillo      |       |
| 4     | Defensa        | Daniel Benítez     |       |
| 19    | Defensa        | Óscar González     |       |
| 15    | Centrocampista | Charlis Ortiz      | 68'   |
|       | Centrocampista | Arquímedes Figuera |       |
| 13    | Centrocampista | Franklin Lucena    |       |
|       | Delantero      | Framber Villegas   | 89'   |
| 9     | Delantero      | Imanol Iriberri    |       |
| 10    | Delantero      | Luciano Ursino     |       |
| D. T. | D. T.          | Leonardo González  |       |

| 9  | Centrocampista | Sergio Álvarez  | 65' |
| 15 | Centrocampista | Maurice Cova    | 68' |
| 14 | Defensa        | Mayker González | 76' |

| .  | Centrocampista | Javier García    | 68'   |
|    | Delantero      | Armando Carrillo | 89'   |
| 25 | Guardameta     | Luis Rojas       | 90+3' |

| 85' | Fredys Arrieta | 1:1 |

| 45' | Imanol Iriberri | 0:1 |

| Sí · No · Sí · Sí · No | Argenis Gómez James Cabeza Maurice Cova Sergio Álvarez Fredys Arrieta | 1:0 1:1 2:2 3:3 3:4 |

| Sí · Sí · Sí · Sí | Luciano Ursino Armando Carrillo Imanol Iriberri Óscar González | 1:1 1:2 2:3 3:4 |

| Principal  | Jesús Valenzuela |
| Asistentes | Carlos López     |
|            | Jairo Romero     |
| Cuarto     | Kevin Sánchez    |
| Quinto     | Adilson Urbina   |

| 12    | Guardameta     | Leandro Díaz       |     |
| 13    | Defensa        | Carlos Castro      |     |
| 23    | Defensa        | Luiryi Erazo       |     |
| 17    | Defensa        | Edixon Cuevas      |     |
|       | Defensa        | Manuel Granados    | 76' |
| 10    | Centrocampista | Jarol Herrera      | 68' |
| 6     | Centrocampista | Raúl Vallona       | 65' |
| 4     | Centrocampista | Johan Osorio       |     |
| 7     | Centrocampista | Argenis Gómez      |     |
| 11    | Delantero      | James Cabeza       |     |
| 18    | Delantero      | Fredys Arrieta     |     |
| D. T. | D. T.          | Horacio Matuszyczk |     |

| 1     | Guardameta     | Renny Vega         | 90+3' |
|       | Defensa        | Edwar Bracho       |       |
|       | Defensa        | Luis Morgillo      |       |
| 4     | Defensa        | Daniel Benítez     |       |
| 19    | Defensa        | Óscar González     |       |
| 15    | Centrocampista | Charlis Ortiz      | 68'   |
|       | Centrocampista | Arquímedes Figuera |       |
| 13    | Centrocampista | Franklin Lucena    |       |
|       | Delantero      | Framber Villegas   | 89'   |
| 9     | Delantero      | Imanol Iriberri    |       |
| 10    | Delantero      | Luciano Ursino     |       |
| D. T. | D. T.          | Leonardo González  |       |

| 9  | Centrocampista | Sergio Álvarez  | 65' |
| 15 | Centrocampista | Maurice Cova    | 68' |
| 14 | Defensa        | Mayker González | 76' |

| .  | Centrocampista | Javier García    | 68'   |
|    | Delantero      | Armando Carrillo | 89'   |
| 25 | Guardameta     | Luis Rojas       | 90+3' |

| 85' | Fredys Arrieta | 1:1 |

| 45' | Imanol Iriberri | 0:1 |

| Sí · No · Sí · Sí · No | Argenis Gómez James Cabeza Maurice Cova Sergio Álvarez Fredys Arrieta | 1:0 1:1 2:2 3:3 3:4 |

| Sí · Sí · Sí · Sí | Luciano Ursino Armando Carrillo Imanol Iriberri Óscar González | 1:1 1:2 2:3 3:4 |

| Principal  | Jesús Valenzuela |
| Asistentes | Carlos López     |
|            | Jairo Romero     |
| Cuarto     | Kevin Sánchez    |
| Quinto     | Adilson Urbina   |

| 12    | Guardameta     | Leandro Díaz       |     |
| 13    | Defensa        | Carlos Castro      |     |
| 23    | Defensa        | Luiryi Erazo       |     |
| 17    | Defensa        | Edixon Cuevas      |     |
|       | Defensa        | Manuel Granados    | 76' |
| 10    | Centrocampista | Jarol Herrera      | 68' |
| 6     | Centrocampista | Raúl Vallona       | 65' |
| 4     | Centrocampista | Johan Osorio       |     |
| 7     | Centrocampista | Argenis Gómez      |     |
| 11    | Delantero      | James Cabeza       |     |
| 18    | Delantero      | Fredys Arrieta     |     |
| D. T. | D. T.          | Horacio Matuszyczk |     |

| 1     | Guardameta     | Renny Vega         | 90+3' |
|       | Defensa        | Edwar Bracho       |       |
|       | Defensa        | Luis Morgillo      |       |
| 4     | Defensa        | Daniel Benítez     |       |
| 19    | Defensa        | Óscar González     |       |
| 15    | Centrocampista | Charlis Ortiz      | 68'   |
|       | Centrocampista | Arquímedes Figuera |       |
| 13    | Centrocampista | Franklin Lucena    |       |
|       | Delantero      | Framber Villegas   | 89'   |
| 9     | Delantero      | Imanol Iriberri    |       |
| 10    | Delantero      | Luciano Ursino     |       |
| D. T. | D. T.          | Leonardo González  |       |

| 9  | Centrocampista | Sergio Álvarez  | 65' |
| 15 | Centrocampista | Maurice Cova    | 68' |
| 14 | Defensa        | Mayker González | 76' |

| .  | Centrocampista | Javier García    | 68'   |
|    | Delantero      | Armando Carrillo | 89'   |
| 25 | Guardameta     | Luis Rojas       | 90+3' |

| 85' | Fredys Arrieta | 1:1 |

| 45' | Imanol Iriberri | 0:1 |

| Sí · No · Sí · Sí · No | Argenis Gómez James Cabeza Maurice Cova Sergio Álvarez Fredys Arrieta | 1:0 1:1 2:2 3:3 3:4 |

| Sí · Sí · Sí · Sí | Luciano Ursino Armando Carrillo Imanol Iriberri Óscar González | 1:1 1:2 2:3 3:4 |

| Principal  | Jesús Valenzuela |
| Asistentes | Carlos López     |
|            | Jairo Romero     |
| Cuarto     | Kevin Sánchez    |
| Quinto     | Adilson Urbina   |

| 12    | Guardameta     | Leandro Díaz       |     |
| 13    | Defensa        | Carlos Castro      |     |
| 23    | Defensa        | Luiryi Erazo       |     |
| 17    | Defensa        | Edixon Cuevas      |     |
|       | Defensa        | Manuel Granados    | 76' |
| 10    | Centrocampista | Jarol Herrera      | 68' |
| 6     | Centrocampista | Raúl Vallona       | 65' |
| 4     | Centrocampista | Johan Osorio       |     |
| 7     | Centrocampista | Argenis Gómez      |     |
| 11    | Delantero      | James Cabeza       |     |
| 18    | Delantero      | Fredys Arrieta     |     |
| D. T. | D. T.          | Horacio Matuszyczk |     |

| 1     | Guardameta     | Renny Vega         | 90+3' |
|       | Defensa        | Edwar Bracho       |       |
|       | Defensa        | Luis Morgillo      |       |
| 4     | Defensa        | Daniel Benítez     |       |
| 19    | Defensa        | Óscar González     |       |
| 15    | Centrocampista | Charlis Ortiz      | 68'   |
|       | Centrocampista | Arquímedes Figuera |       |
| 13    | Centrocampista | Franklin Lucena    |       |
|       | Delantero      | Framber Villegas   | 89'   |
| 9     | Delantero      | Imanol Iriberri    |       |
| 10    | Delantero      | Luciano Ursino     |       |
| D. T. | D. T.          | Leonardo González  |       |

| 9  | Centrocampista | Sergio Álvarez  | 65' |
| 15 | Centrocampista | Maurice Cova    | 68' |
| 14 | Defensa        | Mayker González | 76' |

| .  | Centrocampista | Javier García    | 68'   |
|    | Delantero      | Armando Carrillo | 89'   |
| 25 | Guardameta     | Luis Rojas       | 90+3' |

| 85' | Fredys Arrieta | 1:1 |

| 45' | Imanol Iriberri | 0:1 |

| Sí · No · Sí · Sí · No | Argenis Gómez James Cabeza Maurice Cova Sergio Álvarez Fredys Arrieta | 1:0 1:1 2:2 3:3 3:4 |

| Sí · Sí · Sí · Sí | Luciano Ursino Armando Carrillo Imanol Iriberri Óscar González | 1:1 1:2 2:3 3:4 |

| Principal  | Jesús Valenzuela |
| Asistentes | Carlos López     |
|            | Jairo Romero     |
| Cuarto     | Kevin Sánchez    |
| Quinto     | Adilson Urbina   |

| Campeón                                                          |
| Deportivo La Guaira 1º título Clasifica a Copa Sudamericana 2015 |

## Goleadores
| Pos. | Jugador          | Equipo              | Goles | P. J. | Prom. |
| ---- | ---------------- | ------------------- | ----- | ----- | ----- |
| 1.º  | Fredys Arrieta   | Trujillanos FC      | 8     | 14    | 0,57  |
| 2.º  | Luciano Ursino   | Deportivo La Guaira | 6     | 12    | 0.50  |
| 3.º  | Armando Carrillo | Deportivo La Guaira | 4     | 11    | 0.36  |
| 3.º  | Imanol Iriberri  | Deportivo La Guaira | 4     | 14    | 0.29  |
| 3.º  | Aquiles Ocanto   | Carabobo FC         | 4     | 14    | 0.29  |

## Asistencias a los estadios
La tabla siguiente muestra la cantidad de espectadores que acumuló cada equipo en sus respectivos partidos.
| Pos. | Equipos                | PJ | As.     | Prom. |
| ---- | ---------------------- | -- | ------- | ----- |
| 1.   | Trujillanos FC         | 5  | 29975   | 5995  |
| 2.   | Carabobo FC            | 4  | 20738   | 5184  |
| 3.   | Deportivo Táchira      | 3  | 17754   | 5918  |
| 4.   | Mineros de Guayana     | 2  | 8520    | 4260  |
| 5.   | Tucanes de Amazonas    | 1  | 7182    | 7182  |
| 6.   | Monagas SC             | 3  | 6245    | 2081  |
| 7.   | Arroceros de Calabozo  | 4  | 4868    | 1217  |
| 8.   | Portuguesa FC          | 1  | 4663    | 4663  |
| 9.   | Estudiantes de Mérida  | 2  | 4450    | 4450  |
| 10.  | Zamora FC              | 1  | 4354    | 4354  |
| 11.  | Caracas FC             | 1  | 4297    | 4297  |
| 12.  | Margarita FC           | 3  | 3958    | 1319  |
| 13.  | Aragua FC              | 2  | 3210    | 1605  |
| 14.  | Zulia FC               | 3  | 2351    | 783   |
| 15.  | Deportivo La Guaira    | 5  | 2148    | 429   |
| 16.  | Angostura FC           | 1  | 2000    | 2000  |
| 17.  | Ureña SC               | 1  | 1820    | 1820  |
| 18.  | Gran Valencia          | 1  | 1800    | 1800  |
| 19.  | Policía de Lara        | 3  | 1650    | 550   |
| 20.  | Llaneros de Guanare    | 1  | 1413    | 1413  |
| 21.  | Metropolitanos FC      | 3  | 1388    | 462   |
| 22.  | Unión Lara Sport Club  | 1  | 749     | 749   |
| 23.  | Atlético Venezuela     | 2  | 644     | 322   |
| 24.  | Deportivo Anzoátegui   | 1  | 618     | 618   |
| 25.  | Yaracuyanos FC         | 1  | 530     | 530   |
| 26.  | Deportivo Lara         | 1  | 443     | 443   |
| 27.  | Deportivo Petare       | 1  | 423     | 423   |
| 28.  | Diamantes de Guayana   | 1  | 380     | 380   |
| 29.  | Atlético Socopó        | 1  | 310     | 310   |
| 30.  | UCV FC                 | 1  | 257     | 257   |
| 31.  | Unión Atlético Falcón  | 1  | 237     | 237   |
| 32.  | Estudiantes de Caracas | 1  | 231     | 231   |
| 33.  | Atlético El Vigía      | 1  | 200     | 200   |
| .    | Total                  | 62 | 139.806 | 2254  |